# جبهه آزادی افغانستان
جبهه آزادی افغانستان یک گروه شبه‌نظامی ضد طالبان است که در افغانستان فعالیت می‌کند. در برخی از مناطق افغانستان، جبهه آزادی افغانستان و جبهه مقاومت ملی در عملیات‌های ضد طالبان همکاری می‌کنند.
گزارش شده‌است که جبهه آزادی افغانستان تلاش کرده‌است تا با این ادعا که اعضای جبهه مقاومت ملی محدود به تاجیک‌ها و گروه‌های طرفدار جمعیت اسلامی افغانستان هستند، جنگجویان طرفدار جبهه مقاومت ملی را به کار بگیرد.

## تاریخ
در مارس ۲۰۲۲، جبهه آزادی افغانستان تشکیل خود را از طریق رسانه‌های اجتماعی به مردم اعلام کرد.
در ۱۴ آوریل، جبهه آزادی افغانستان گزارش داد که جنگجویان آن همزمان با نیروهای طالبان در بدخشان، بغلان، قندهار، پروان، تخار، لغمان و سمنگان درگیر شده‌اند.
در ۵ ژوئیه، جبهه آزادی افغانستان در یک حمله موشکی به فرودگاه بگرام، شش سرباز طالبان را کشت و دو سرباز را زخمی کرد. یک خودروی نظامی طالبان نیز منهدم شد. در ۱۵ ژوئیه، جنگجویان جبهه آزادی افغانستان با حمله طالبان در ولسوالی خوست و فرنگ مبارزه کردند.
در ۶ اکتبر ۲۰۲۲، ادعاهایی وجود داشت که جنگجویان جبهه آزادی افغانستان در قندهار یک فرمانده طالبان را ترور کرده‌اند.
در ۱۰ مارس ۲۰۲۳، جبهه آزادی افغانستان یک بمب دست‌ساز را بر روی نیروهای طالبان منفجر کرد و ۳ نفر را در پاسگاه پلیس ناحیه ۵ در کابل کشت.
در ۳۰ مارس، جبهه آزادی افغانستان ادعا کرد که جنگجویانش به فرماندهی امنیتی طالبان در کابل حمله کرده و دو جنگجوی طالبان را کشتند.
در ۱۲ آوریل، نمایندگان جبهه آزادی افغانستان گزارش‌های طالبان مبنی بر کشته شدن اکمل عامر توسط نیروهای طالبان را تکذیب کردند، اگرچه آنها کشته شدن ۶ جنگجوی جبهه آزادی افغانستان را تأیید کردند. اما در ۱۶ آوریل، جبهه آزادی افغانستان گفت که عامر توسط جنگجویان طالبان کشته شده‌است.
در ۹ می، جبهه آزادی افغانستان مسئولیت حمله به مواضع طالبان در ولایت کاپیسا را برعهده گرفت که در آن سه جنگجو کشته و چهار جنگجوی طالبان زخمی شدند. در ۱۰ می، نصرالله فاتح، سخنگوی جبهه آزادی افغانستان، مسئولیت حمله به نیروهای طالبان در کابل را بر عهده گرفت که در آن سه جنگجو کشته و سه جنگجوی طالبان زخمی شدند.
در ۴ جوزا، جبهه آزادی افغانستان یک حمله در ولایت بگلان انجام داد که در نتیجه آن دو طالب کشته و چهار تن زخمی شدند.
در ۴ ژوئیه، جبهه آزادی افغانستان از کشته شدن یک عضو طالبان و زخمی شدن سه عضو دیگر در ولایت کاپیسا خبر داد.
در ۹ اوت، جبهه آزادی افغانستان مسئولیت یک حمله مسلحانه را در ورودی میدان هوایی فیض آباد در شمال شرقی ولایت بدخشان برعهده گرفت که یک کشته و سه جنگجوی طالبان زخمی شدند. در ۱۲ اوت، جبهه آزادی افغانستان از حمله به نیروهای طالبان در کابل که دارای یک ایست بازرسی بودند، گزارش داد. پنج تن کشته و سه جنگجوی طالبان زخمی شدند. علاوه بر این، جنگجویان جبهه آزادی افغانستان روز جمعه ساعت ۲۳:۴۰ شب به یک پادگان طالبان در ولایت بغلان در شهر پل مدن پلخمری یورش بردند که در آن دو جنگجوی طالب کشته و چهار تن دیگر زخمی شدند.
در ۱۷ اوت، جنگجویان جبهه آزادی افغانستان به نیروهای طالبان در کابل در ناحیه ۱۱ حمله کردند که چهار جنگجوی طالبان را کشتند و شش تن را زخمی کردند. در ۱۸ اوت، در یک حمله جبهه آزادی افغانستان بر پروان، ۵ جنگجوی طالبان کشته و سه جنگجو زخمی شدند.
در ۱ سپتامبر، جبهه آزادی افغانستان ادعا کرد که دو جنگجوی طالبان را در ولسوالی شکردره کابل کشته‌اند.
در ۳ سپتامبر، جبهه آزادی افغانستان از کشته شدن دو جنگجوی طالبان در ولایت لغمان خبر داد.
در ۵ دسامبر، جبهه آزادی افغانستان ادعا کرد که ۵۰ جنگجوی طالبان را در کنار جبهه مقاومت ملی کشته‌اند.
در ۶ دسامبر، جبهه آزادی افغانستان ادعا کرد که به دفتر والی طالبان در ولایت پنجشیر حمله کرده‌است که در نتیجه آن حداقل دو جنگجوی طالبان کشته شده‌اند.

## رهبری
به گفتهٔ صدای آمریکا، گزارش شده‌است که یاسین ضیاء یکی از رهبران جبهه آزادی افغانستان است. بنا بر گزارش‌ها، او با مقامات جبهه مقاومت ملی از جمله احمد مسعود برای به دست آوردن سلاح و پشتیبانی از یک جبهه ضدطالبان همکاری می‌کند. این شامل سفر برای دریافت پشتیبانی از جبهه آزادی افغانستان می‌شود.

## مکان‌ها
به گفته یک نماینده جبهه آزادی افغانستان، این گروه متحرک است، اما در دره سالنگ در ولایت پروان فعالیت می‌کند. ولسوالی‌های اندراب و خوست فرنگ در ولایت بغلان؛ ولسوالی اشکمش در ولایت تخار و نیز ولایت‌های سرپل، نورستان و فاریاب.